# Sebastian Schmidt (Badminton)
Sebastian Schmidt (* 16. Juli 1980) ist ein deutscher Badmintonspieler. 

## Karriere
Sebastian Schmidt wurde 1998 deutscher Juniorenmeister im Mixed. Bei der Junioren-Europameisterschaft des darauffolgenden Jahres gewann er Silber in dieser Disziplin. 2000 wurde er deutscher Mannschaftsmeister mit dem Team des BC Eintracht Südring Berlin.

## Sportliche Erfolge
| Saison    | Veranstaltung                     | Disziplin  | Platz | Name |
| --------- | --------------------------------- | ---------- | ----- | --- |
| 1997/1998 | Deutsche Einzelmeisterschaft U19  | Mixed      | 1     | Sebastian Schmidt / Kathrin Piotrowski (VfL Berliner Lehrer / Bottroper BG)                                                                                    |
| 1999      | Junioren-Europameisterschaft      | Mixed      | 2     | Sebastian Schmidt / Anne Hönscheid |
| 1999/2000 | Deutsche Mannschaftsmeisterschaft | Mannschaft | 1     | BC Eintracht Südring Berlin (Jens Olsson, Sebastian Schmidt, Kristof Hopp, Mikael Rosén, Catrine Bengtsson, Margit Borg, Rikard Magnusson, Daniel R. Eriksson) |